# Giovanni Cavaccio
Giovanni Cavaccio (* 1556 in Bergamo; † 11. August 1626 ebenda) war ein italienischer Komponist, Kapellmeister und Dichter.

## Leben und Wirken
Giovanni Cavaccio soll in seiner Jugend Sänger an der Münchener Hofkapelle gewesen sein. Danach hielt er sich vermutlich in Venedig und Rom auf, bevor er 1576 als Sänger nach Bergamo zurückkehrte. Von 1581 bis 1598 war er als Lehrer an der Kathedrale von Bergamo tätig. Nach einem öffentlichen Wettstreit mit Orazio Scaletta (1550–1630) wurde er im Juni 1598 zum Kapellmeister ernannt, eine Stelle, die er bis zu seinem Tod 1626 innehatte. An Santa Maria Maggiore führte er die Kapelle zu wachsender Bedeutung, so wurden auch in seiner Dienstzeit zahlreiche namhafte Werke anderer Komponisten erworben, darunter die Marienvesper von Claudio Monteverdi. Auch als Dichter genoss er einiges Ansehen. Wegen seiner Bedeutung wurde er in die „Accademia degli Elevati“ in Florenz aufgenommen.
Sein veröffentlichtes kompositorisches Werk, welches größtenteils dem Stile antico zugehörig ist, umfasst 15 Bücher mit Messen, Magnificat, Psalmen, Hymnen und Motetten sowie einige säkulare Werke. Darüber hinaus schuf er mehrere Sammlungen mit mehrstimmigen Instrumentalwerken. Die Kirchenmusik ist größtenteils im Stil der venezianischen Mehrchörigkeit gesetzt.